# Comuna Novîi Dvir, Turiisk
Novîi Dvir (în ucraineană Новий Двір) este o comună în raionul Turiisk, regiunea Volînia, Ucraina, formată din satele Dojva, Lovîșcea, Novîi Dvir (reședința), Osmîhovîci, Poleana și Sîneavka.

## Demografie
Componența lingvistică a satului Novîi Dvir
     Ucraineană (99,62%)
     Alte limbi (0,38%)
Conform recensământului din 2001, majoritatea populației satului Novîi Dvir era vorbitoare de ucraineană (99,62%), existând în minoritate și vorbitori de alte limbi.